# 閻應元
閻應元（？—1645年），字皕亨，一作麗亨，中国北京通州人，明末地方官員、抗清名將，崇禎末年任江陰典史。在江陰抵抗滿清攻城八十一日，使清軍連折三王、十八將，殺清军七万五千人，史称「江陰八十一日」；城破後不屈就義，清兵憤而屠城。與一同守城的陳明遇、馮厚敦并稱為「江陰抗清三公」。

## 簡介
崇禎十七年（1644年）任江陰典史，因討伐進犯黃田港的海盜顧三麻子有功，升任英德（今屬廣東省）主簿。
1645年夏，在满清大军南下的过程中江阴降清，清朝颁布了剃发令。迅速激起了民众的反感，阴历六月二十八日江阴人民请愿，保留发式，辱罵縣令方亨：“你身为中国进士，头戴纱帽，身穿圆领，来做鞑靼知县，不知道羞耻吗？”方亨暂停所议。
南明弘光元年六月二十一日，贝勒博洛命明朝降將劉良佐攻江陰，七月初一日开始攻城，閻應元被典史陳明遇等推為领袖，“治楼橹，修堵谍” ，乡兵设伏四郊，固守江陰共八十一日，帶傷奮戰，毙清军七萬五千餘人，包括亲王三名，大将军十八名。刘良佐亲作《劝民歌》，希望江阴投降，应元怒道：“有降将军，无降典史。”
七月底多鐸聞知江陰久攻不下，派恭順王孔有德“率所部兵協攻”，又派貝勒博洛和尼堪領紅夷大炮前往，限三日破城。七月二十日至二十七日，清兵轮番攻城不息。八月二十一日，博洛以二百余座大炮搬到花家坝，专打东北城。穿透洞门十三重。清兵潜渡城河。破城之日，阎应元在东城城门上題“八十日带发效忠，表太祖十七朝人物，十万人同心死义，留大明三百里江山。”城內依然拚死巷戰，“竟無一人降者”。閻應元身中數箭，投水自盡，被清兵拉出水面後刺斷脛骨令其下跪，禁於栖霞庵，有僧人聞“速杀我”之聲不絕，天明時不屈而死。陈明遇見勢不可為，焚死其一家老小四十三人，出與清兵力戰，身负重创，身死僵立墙邊。
八月二十二日，博洛下令屠城三日，幸存者仅五十三人。《江阴城守后纪》总结：“有明之季，士林无羞恶之心。居高官、享重名者，以蒙面乞降为得意；而封疆大帅，无不反戈内向。独陈、阎二典史乃于一城见义。向使守京口如是，则江南不至拱手献人矣。”

### 引用
1. ↑  《南疆逸史·阎应元》